# Thomas Schuller-Götzburg
Thomas Schuller-Götzburg (* 15. Januar 1966 in Hallein) ist ein österreichischer Diplomat.

## Leben
Thomas Schuller-Götzburg studierte Ägyptologie in Fächerkombination Ur- und Frühgeschichte sowie Sudanarchäologie, absolvierte dann aber die Diplomatische Akademie Wien und trat 1990 in den diplomatischen Dienst am Bundesministerium für auswärtige Angelegenheiten (BMaA) ein.
Auslandsposten waren 1991 in Zagreb (Kroatien), in Bern (Schweiz), 1995–1997 in Belgrad (Serbien), ab 2000 in der österreichischen OSZE-Delegation, in Kairo (Ägypten) und als Kulturbeauftragter  in Buenos Aires (Argentinien, Botschafterin Gudrun Graf).
2008 wurde er dann Österreichischer Botschafter in Caracas (Venezuela), mit erweitertem Tätigkeitsbereich Guyana, Kleine Antillen und der Ständigen Vertretung bei der Karibischen Gemeinschaft (CARICOM). In seine Amtszeit fiel das verheerende Erdbeben in Haiti 2010, wohin er zur Ersthilfe reiste. Nach einer Periode Innendienst (Abteilung Ost- und Südosteuropa) trat er September 2017 den Dienst als Botschafter in Vietnam an.
August 2022 trat er den Dienst als Botschafter in Aserbaidschan.

## Publikationen
Politisches:
- Erinnerungen an Jugoslawien. Das Jahrzehnt der Zerstörung 1991-2001. Books on Demand (1. Januar 2002), ISBN 978-3-8311-4097-8.
- Phänomen Chávez: Ein historisch-politischer Essay. Books on Demand (25. September 2014), ISBN 978-3-7357-5145-4.

Ägyptologisches:
- Zur Semantik der Königsikonographie : eine Analyse des Bildprogrammes der südlichen Räume des Tempels von Luxor. In: Beiträge zur Ägyptologie Bd. 9. / Veröffentlichungen der Institute für Afrikanistik und Ägyptologie der Universität Wien, Nr. 54, Afro-Pub, Wien 1990.
- Zur Vergöttlichung Amenophis III. in Ägypten. In: Göttinger Miszellen 135, Göttingen 1993, S. 89–96.